# Ven conmigo (telenovela)
Ven conmigo fue una telenovela mexicana producida por Irene Sabido para Televisa en 1975. Protagonizada por Silvia Derbez y Jaime Fernández, antagonizada por Alma Muriel. Fue la primera telenovela de la trilogía de telenovelas de didácticas de Televisa, le siguieron Acompáñame y Vamos juntos.

## Argumento
En un pequeño pueblo vive Caridad, una maestra ya entrada en la madurez, solterona pero bondadosa y abnegada. El único amor de Caridad fue Arturo Fernández del Valle, quien sin embargo la abandonó  para casarse con la millonaria Laura. Desde entonces, Caridad se cerró al amor y se dedicó únicamente a sus labores de maestra, aun teniendo un pretendiente, Carlos, un inspector del Ministerio de Educación. Caridad también hace de tutora y confidente de Bárbara, joven maestra con una personalidad rebelde, que reniega de su madre por vergüenza ya que ella, una humilde indígena convive con un hombre casado.
El Gobierno planea iniciar una campaña de alfabetización para las zonas rurales más pobres, y contratan a Caridad para promover la campaña. Ella acude a las zonas rurales para iniciar su trabajo, a la vez que su gran amor de juventud regresa al pueblo en compañía de su esposa, que sufre de amnesia, y los hijos de ambos Victoria y Jorge. La llegada de Arturo y su familia traerá muchos cambios en la hasta ahora tranquila vida de Caridad.

## Elenco
- Silvia Derbez - Caridad Escobar
- Jaime Fernández - Arturo Fernández del Valle
- Alma Muriel - Bárbara
- July Furlong - Victoria Fernández del Valle
- Juan Peláez - Jorge Fernández del Valle
- Aarón Hernán - Carlos
- Rosario Gálvez - Laura de Fernández del Valle
- Juan Ferrara - Guillermo
- Pedro Armendariz Jr. - Eduardo
- María Rojo - Angélica Gutiérrez
- Amparo Arozamena - Eulogia
- Raúl "Chato" Padilla - Luis
- Aurora Clavel - Nieves
- Jaime Moreno - Antonio
- Sonia Amelio - Rosario
- Víctor Junco - Octavio
- Fernando Borges - Agustín
- Víctor Alcocer - Don Lázaro
- José Luis Jiménez - Mario
- Raúl Meraz - Dr. Landeros
- María del Carmen Farías - Teresa
- Marga López - Laura
- Rosa Furman - Srta. Cuéllar
- José Carlos Ruiz
- Otilia Larrañaga
- Alicia Encinas
- Lilia Aragón